# Ốc sên nướng
Ốc sên nướng là một món ăn bắt nguồn từ dân tộc Mường. Món này thường được dùng với nước chấm là nước mắm.

## Cách làm
Khi thực hiện món ăn này, ốc sên phải làm sạch và chế biến thật kĩ để tránh còn sót các ký sinh trùng và ấu trùng giun trong thịt ốc sên, có khả năng gây viêm màng não. Ốc sên phải được làm thật sạch trước khi chế biến. Chỉ sử dụng phần thịt cứng và dùng giấm hoặc chanh, muối hạt chà xát cho sạch nhớt. Thông thường người ta thường làm sạch ốc sên ở ngoài suối do có nước chảy. Sau khi làm sạch, ốc sẽ đem đi nướng thật kĩ và có mùi thơm, khi đó chúng có thể được chế biến thành những món khác như ốc xào,...
Sau khi hoàn tất, người ta rắc lá chanh đã thái rồi và rắc lên. Có thể dùng chung với nước chấm như nước mắm, tương ớt... (tùy khẩu vị của người thưởng thức).

## Tác dụng
Thịt ốc sên có khá nhiều chất đạm so với những loài sò, trai, hến. Nó chiếm 11% chất đạm và có 6.2% đường và nhiều loại amino acid. Khá tốt cho sức khỏe nhưng phải ăn chín để tránh bệnh về sau.